# Ponchiera
Ponchiera (Puncéra in dialetto valtellinese) è una frazione del comune di Sondrio, situata sulle Alpi Retiche all'ingresso della Valmalenco sulla sinistra orografica del Mallero.

## Geografia fisica

### Territorio
Territorio prevalentemente montuoso. Gli abitanti di Ponchiera hanno anche la fortuna di godere del fiume Mallero

## Storia
Ha origini longobarde ma sono recentemente emerse tracce di insediamenti romani.
La parte vecchia (trùne) è costituita da un fitto agglomerato di strutture tipiche del XVI/XVII secolo, come la stessa chiesa parrocchiale della SS. Trinità, già esistente nel 1506. Da essa proviene un prezioso calice d'argento, fatto realizzare dagli emigranti a Napoli nel 1692, ora custodito presso il Museo valtellinese di storia e arte.

## Strutture sportive
- Campo di tiro con l'arco omologato dalla Federazione e concesso in uso alla Società Arcieri Rezia Valtellina 04/080 con linea di tiro da 5 a 70 mt, attrezzato per disabili.